# Luxemburg op het Eurovisiesongfestival 1983
Luxemburg nam deel aan het Eurovisiesongfestival 1983 in München, Duitsland. Het was de zevenentwintigste deelname van het land aan het Eurovisiesongfestival.

## Selectieprocedure
In 1983 werd de Luxemburgse inzending voor het Eurovisiesongfestival, zoals gebruikelijk, intern geselecteerd door de nationale omroep. Er werd gekozen voor de Franse zangeres Corinne Hermès met het lied Si la vie est cadeau.

## In München
Op het Eurovisiesongfestival trad Luxemburg als 20ste en laatste land aan. Hermès stond op het podium in een opvallende roze outfit en werd bijgestaan door een vijfkoppig achtergrondkoor. Bij de puntentelling gaven vrijwel alle landen punten aan de Luxemburgse inzending; Noorwegen en het Verenigd Koninkrijk waren hierop de enige uitzonderingen. Nederland en België gaven respectievelijk 1 en 8 punten aan Luxemburg, terwijl zes landen er hun maximumaantal van twaalf punten voor overhadden. Aan het einde van de puntentelling bleek dat Hermès op de eerste plaats was geëindigd met 142 punten. Het betekende de vijfde overwinning van Luxemburg en tot nog toe de laatste.

### Gekregen punten
| 12 punten                                                            | 10 punten         | 8 punten                                 | 7 punten     | 6 punten    |
| -------------------------------------------------------------------- | ----------------- | ---------------------------------------- | ------------ | ----------- |
| - Frankrijk - Griekenland - Israël - Italië - Joegoslavië - Portugal | - Cyprus - Zweden | - België - Duitsland - Finland - Turkije | - Spanje     |             |
| 5 punten                                                             | 4 punten          | 3 punten                                 | 2 punten     | 1 punt      |
| - Oostenrijk                                                         |                   | - Zwitserland                            | - Denemarken | - Nederland |

### Punten gegeven door Luxemburg

#### Finale
Punten gegeven in de finale:
| 12 punten | Duitsland           |
| 10 punten | Israël              |
| 8 punten  | Joegoslavië         |
| 7 punten  | Portugal            |
| 6 punten  | Verenigd Koninkrijk |
| 5 punten  | Zwitserland         |
| 4 punten  | Nederland           |
| 3 punten  | Frankrijk           |
| 2 punten  | Noorwegen           |
| 1 punt    | Finland             |

1956 · 1957 · 1958 · 1959 · 1960 · 1961 · 1962 · 1963 · 1964 · 1965 · 1966 · 1967 · 1968 · 1969 · 1970 · 1971 · 1972 · 1973 · 1974 · 1975 · 1976 · 1977 · 1978 · 1979 · 1980 · 1981 · 1982 · 1983 · 1984 · 1985 · 1986 · 1987 · 1988 · 1989 · 1990 · 1991 · 1992 · 1993 · 1994-2023 · 2024 · 2025